# San Miguel Ateopa
San Miguel Ateopa är en ort i Mexiko.   Den ligger i kommunen Zumpahuacán och delstaten Mexiko, i den sydöstra delen av landet, 80 km sydväst om huvudstaden Mexico City. San Miguel Ateopa ligger 1 929 meter över havet och antalet invånare är 332.
Terrängen runt San Miguel Ateopa är huvudsakligen kuperad, men åt nordost är den bergig. Runt San Miguel Ateopa är det tätbefolkat, med 427 invånare per kvadratkilometer. Närmaste större samhälle är Ixtapan de la Sal, 11,1 km väster om San Miguel Ateopa. I omgivningarna runt San Miguel Ateopa växer huvudsakligen savannskog.